# Iepenmineermot
De iepenmineermot (Stigmella ulmivora) is een vlinder uit de familie dwergmineermotten (Nepticulidae). 

## Kenmerken
De spanwijdte is 4-5 mm. De dikke rechtopstaande haren op de top van het hoofd zijn zwart. De kraag is zwart. De voorvleugels zijn glanzend donker koperachtig-goud. De costa is diep paars. Er is een glanzende zilverachtige fascia voorbij het midden. De achtervleugels zijn vrij donker.
Volwassenen vliegen meestal in mei in één generatie, maar er kan een tweede generatie zijn, afhankelijk van de locatie.

## Ecologie
De larven voeden zich met Ulmus glabra, Ulmus laevis, Ulmus minor en Ulmus pumila. Ze mineren de bladeren van hun waardplant. De mijn bestaat uit een slanke gang. In het eerste segment is de frass geconcentreerd in een smalle middenlijn. Het frasspatroon in het latere segment is zeer variabel, variërend van een smalle centrale lijn tot breed verspreid of zelfs opgerold.

## Taxonomie
De wetenschappelijke naam is voor het eerst geldig gepubliceerd in 1860 door de Belgische entomoloog Egide Fologne.

## Verspreidingsgebied
De soort komt voor in Europa.